# تابو سفولوشا
تابو پاتریک سفولوشا (به انگلیسی: Thabo Patrick Sefolosha) زاده 2 مه ۱۹۸۴ در وو وه، بازیکن بسکتبال اهل سوئیس است که در تیم اکلاهما سیتی تاندر در لیگ ان بی ای بازی میکند. او قبل از پیوستن به تیم تاندر، برای شیکاگو بولز توپ میزد.